# Schoenhut Piano Company

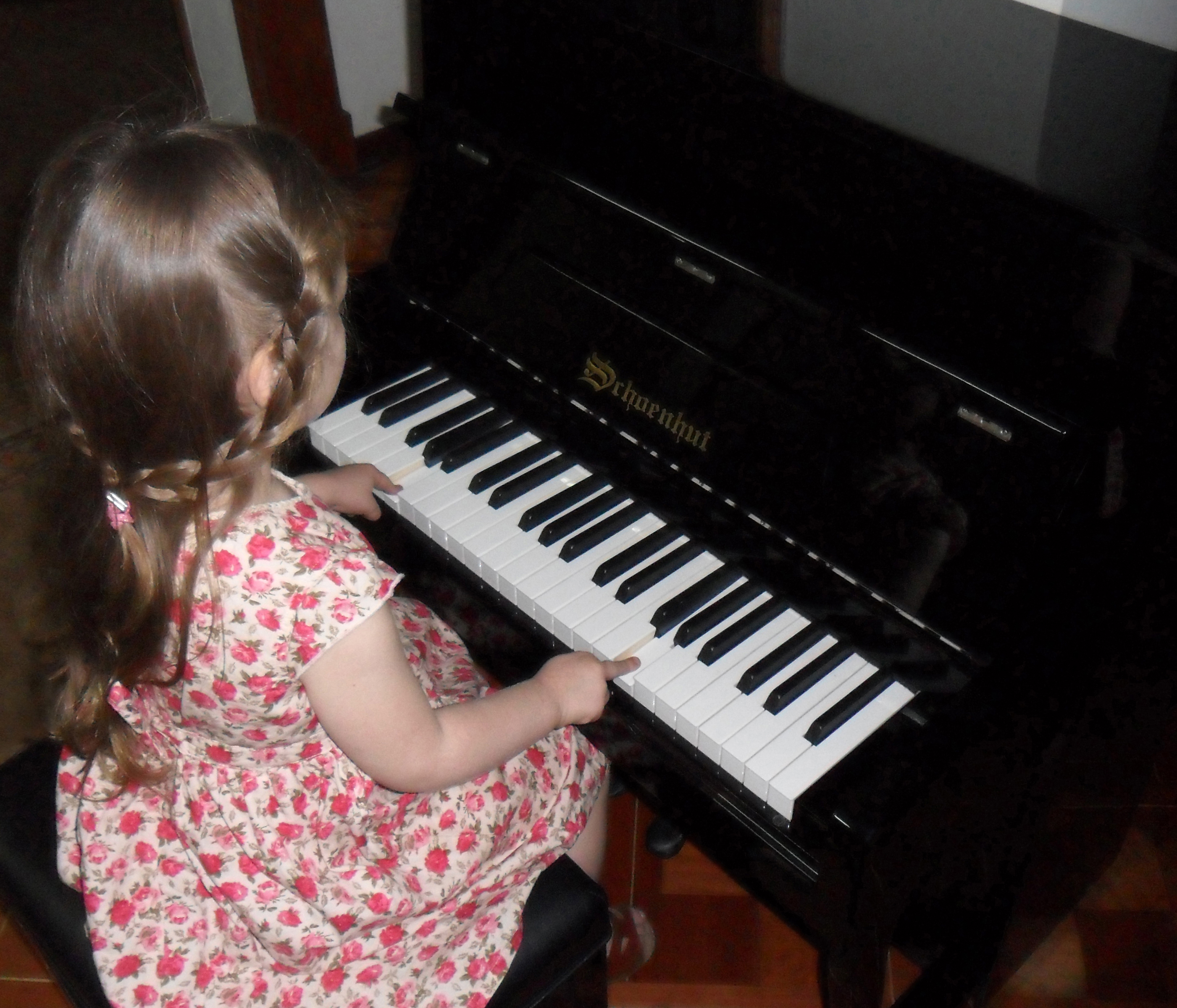
Fillette jouant d'un piano Schoenhut.

La Schoenhut Piano Company est un fabricant américain de pianos jouets fondé en 1872 à Philadelphie.

## Histoire
Cette entreprise a été fondée à Philadelphie en 1872 par Albert Schoenhut, un immigré allemand, sous le nom A. Schoenhut Company. Il commença par construire des pianos jouets, mais rapidement la société devint plus importante, en fabriquant d'autres jouets, comme des poupées, des maisons de poupée, des figures de cirque. La A. Schoenhut Company devint même l'un des principaux fabricants de jouets des États-Unis. La Grande Dépression obligea l'entreprise à se déclarer en faillite en 1935, mais un an après Otto Schoenhut démarra une nouvelle entreprise appelée O. Schoenhut, Inc., et reprit la production de jouets. Elle a été rachetée dans les années 1980 par la famille Trinca.

### Albert Schoenhut
Albert Schoenhut (1849-1912) est né à Göppingen en Allemagne. Sa famille (notamment son père et son grand-père) produisait des jouets en bois. Albert a rapidement commencé à construire des pianos jouets. En 1866, John Dahl, acheteur de « Wanamaker’s department store » l'emmène à l'âge de 17 ans pour Philadelphie. Là le jeune homme répare des pianos jouets, endommagés durant le transport.
En 1872, il fonde la « Schoenhut Piano Company ».

### Jaymar
Jaymar (« Jaymar Specialty Company ») était une entreprise fondée par la famille Marx (le père Jacob Marx, les fils Louis et David Marx et la fille Rose) à Brooklyn (New York) à la fin des années 1920 qui a existé jusque dans les années 90. Au début, Louis produisait des jouets en métaux et Jacob et Rose produisaient des jouets en bois. Après 1945, Jaymar produisit aussi des pianos jouet et des casse-têtes.
A la fin des années 1970, Schoenhut est acheté par Jaymar.

## Produits
Actuellement, l'entreprise fabrique principalement différents modèles de piano jouet, mais commercialise également d'autres instruments de musique pour les enfants.

## Galerie

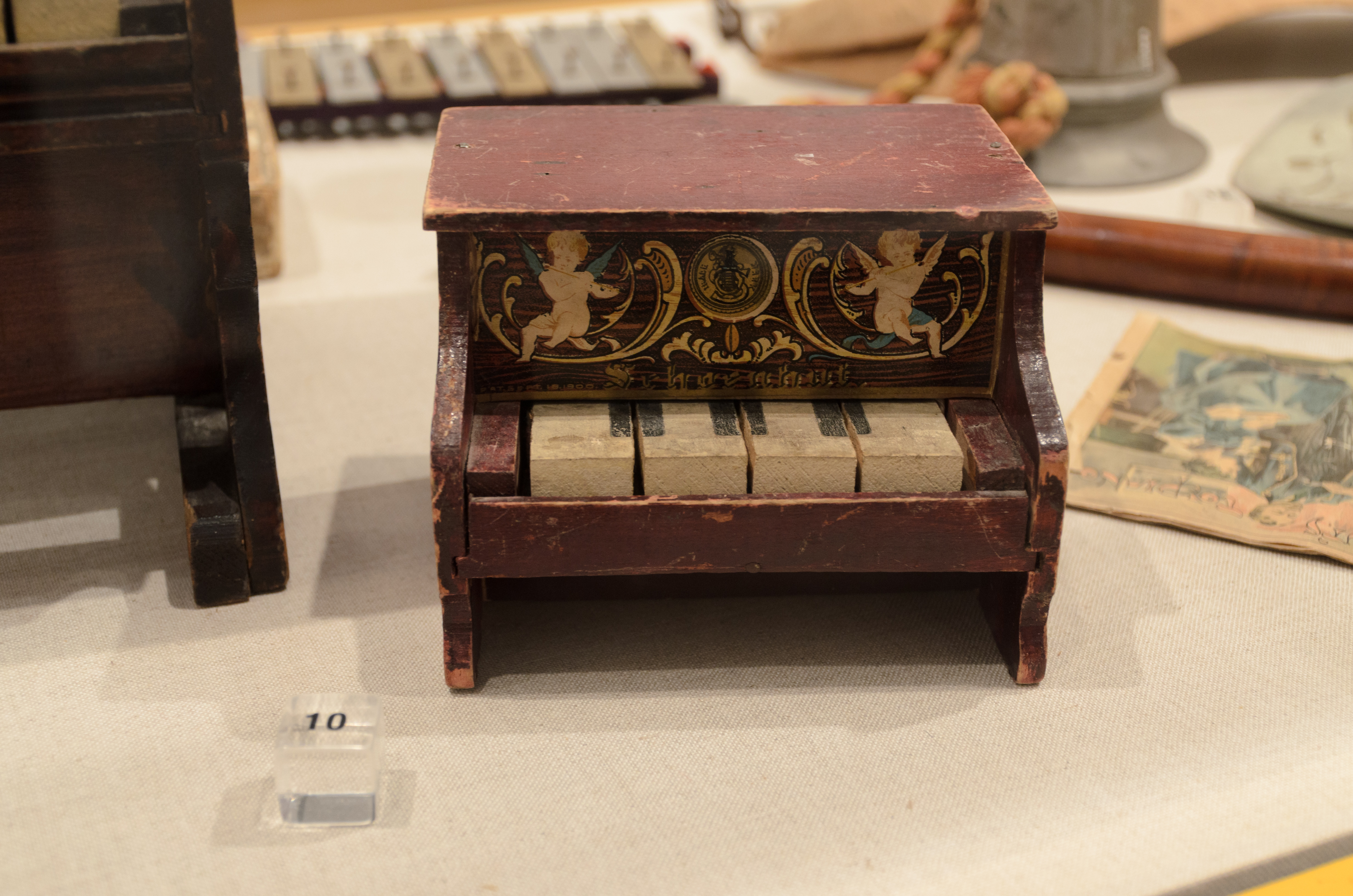
Piano jouet à 4 touches (1900)
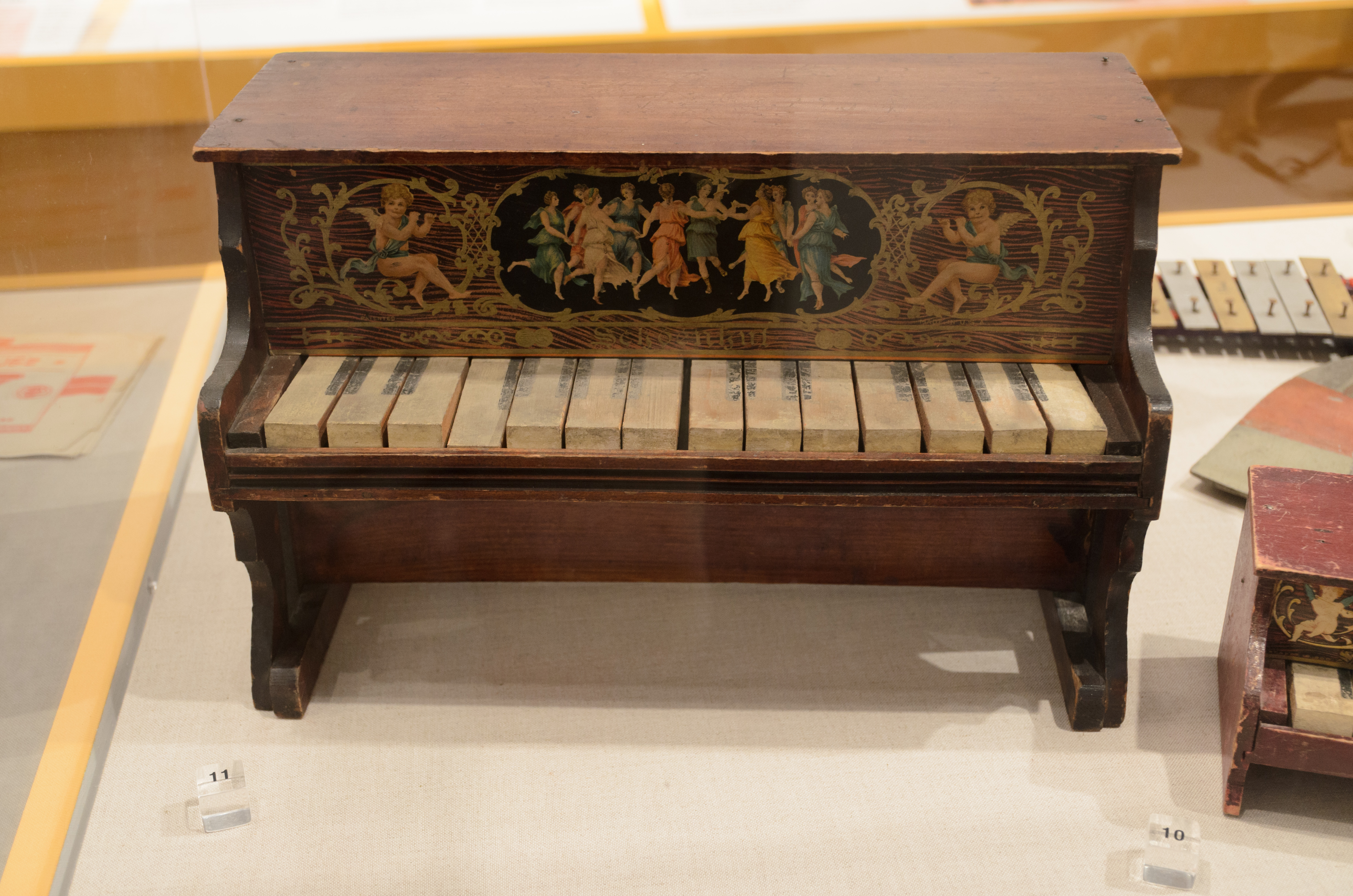
Piano jouet à 14 touches (1900)
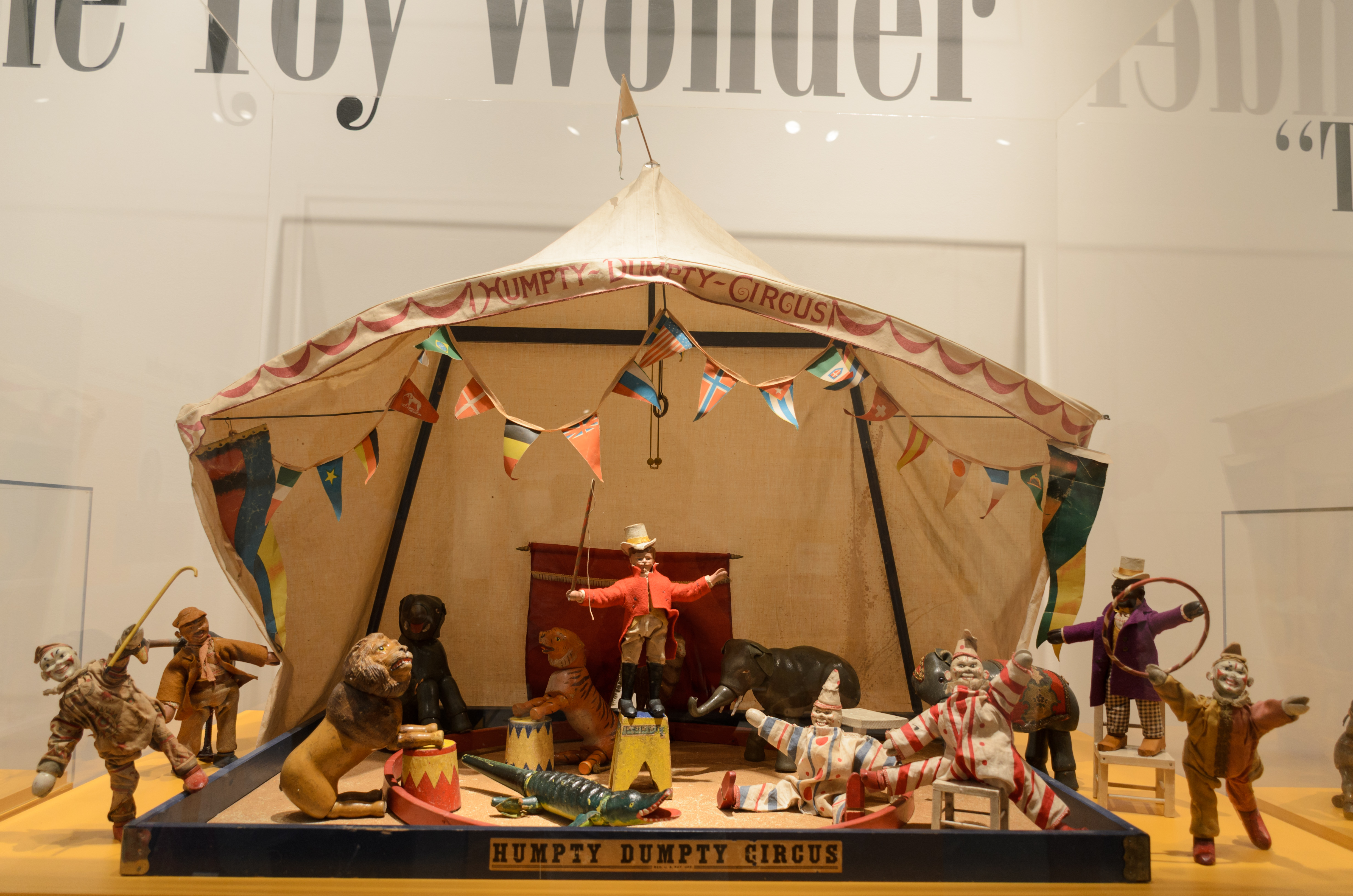
Cirque Humpty Dumpty (1903)
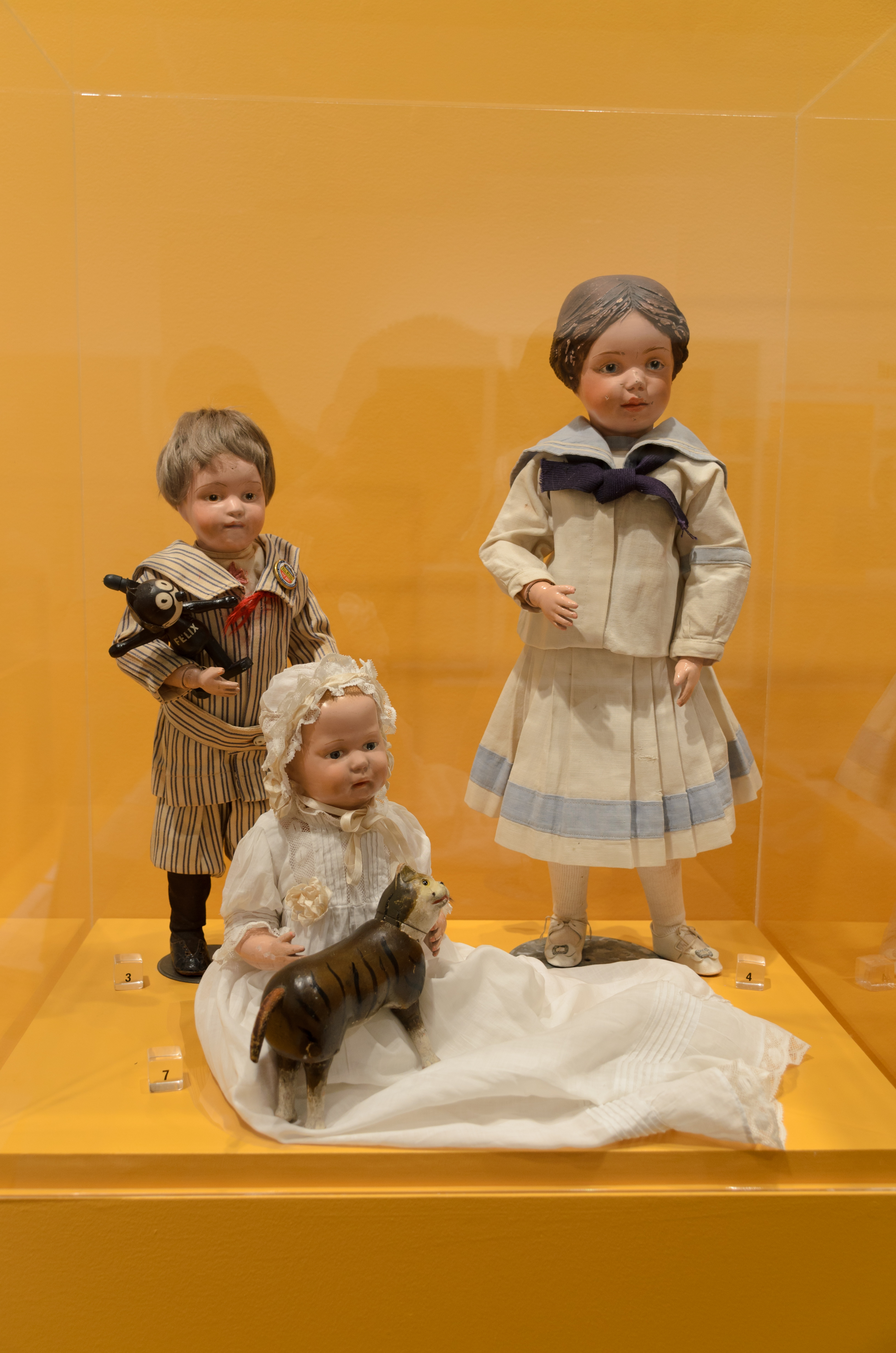
Poupées (1912-1918)
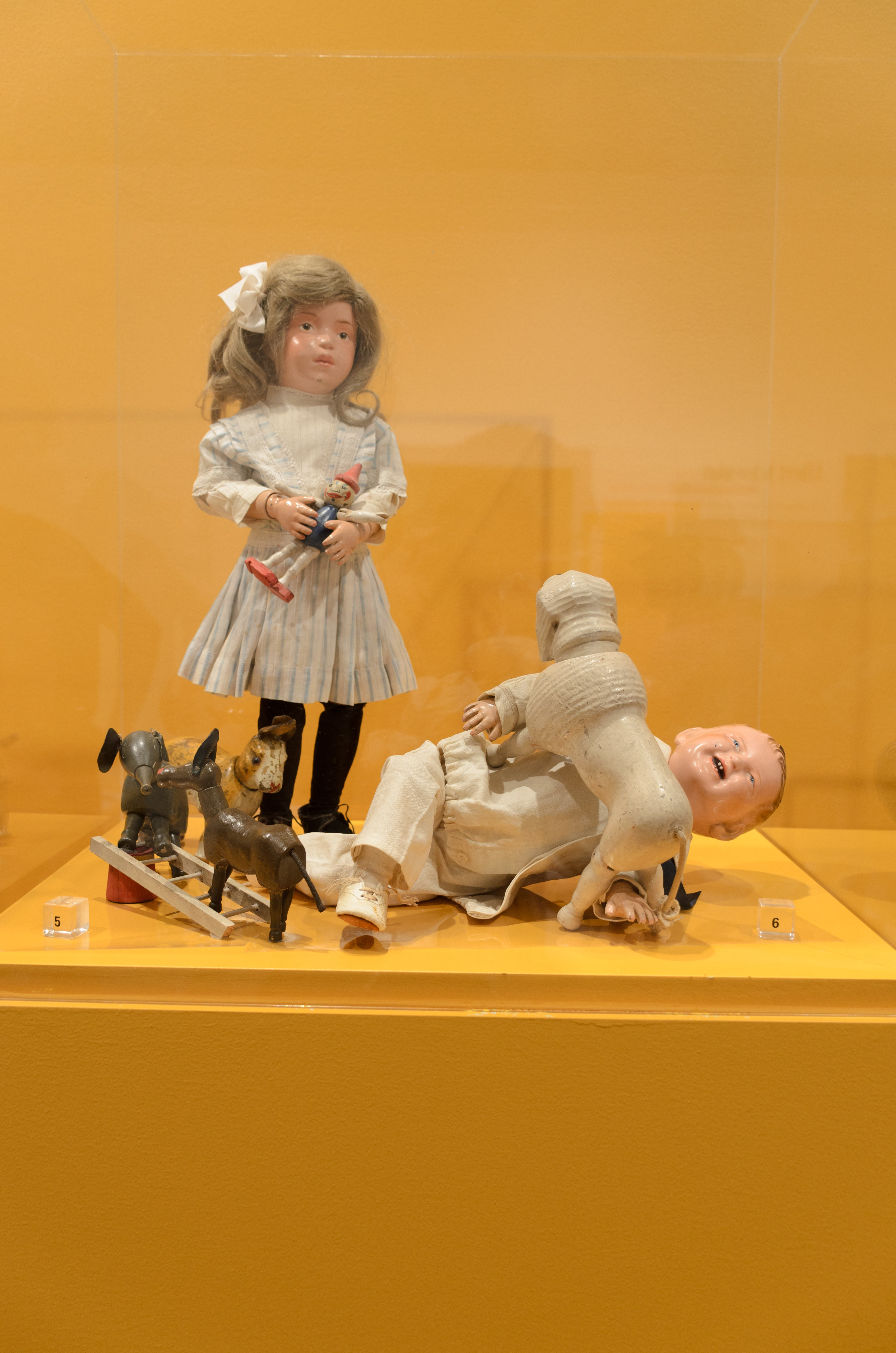
Poupées (1912-1916)
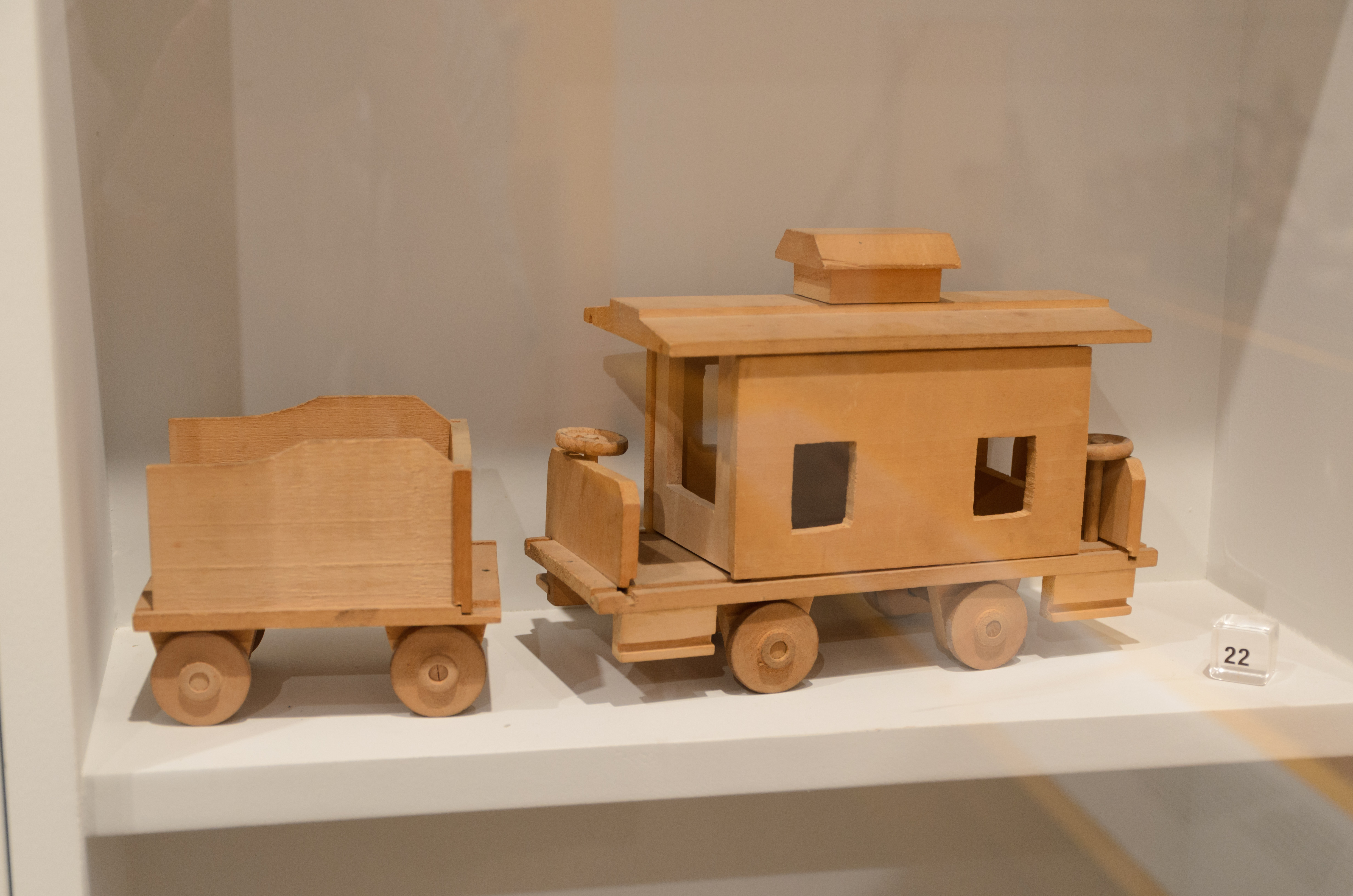
Train en bois (1915)
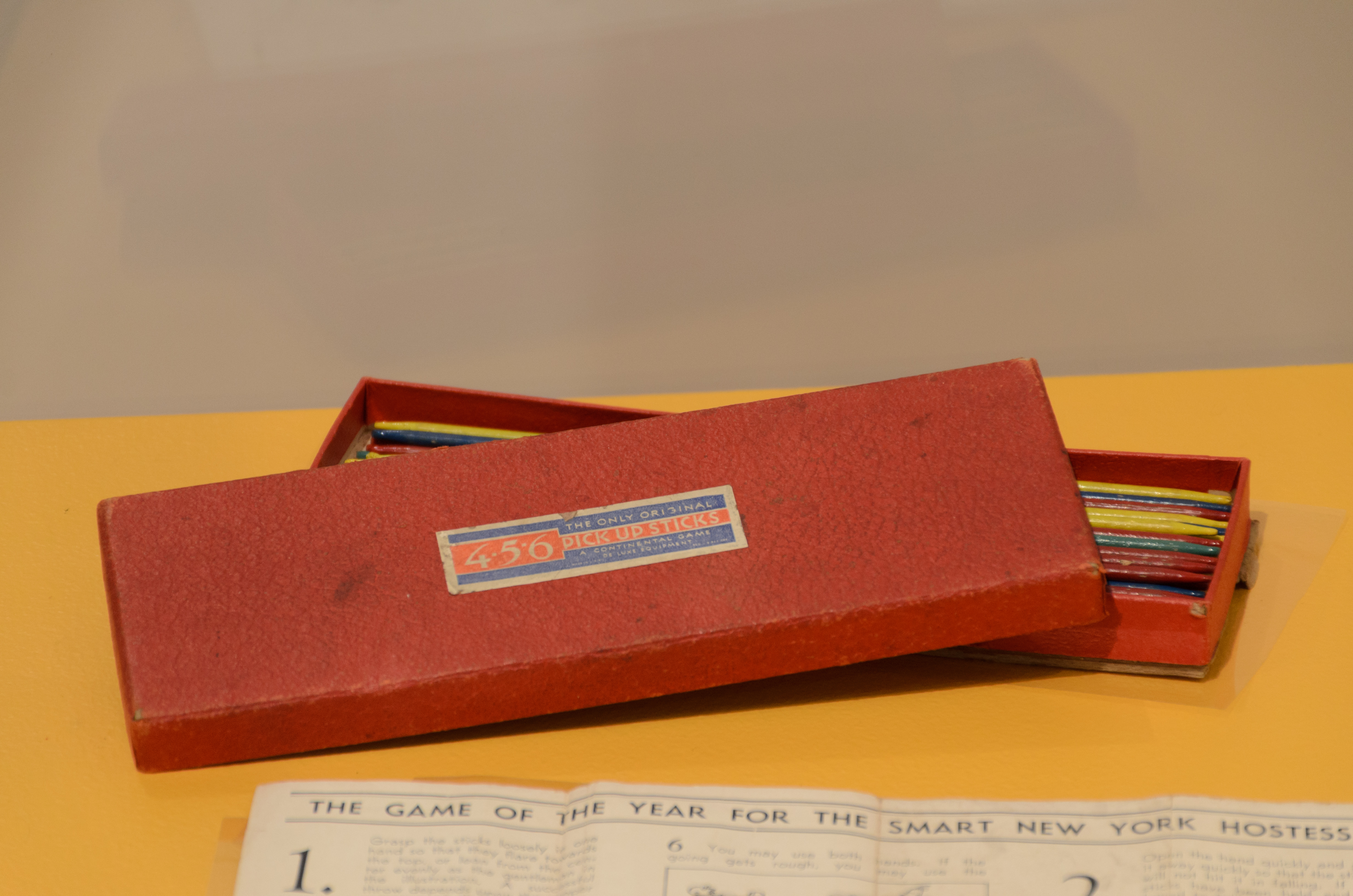
Mikado (1936)
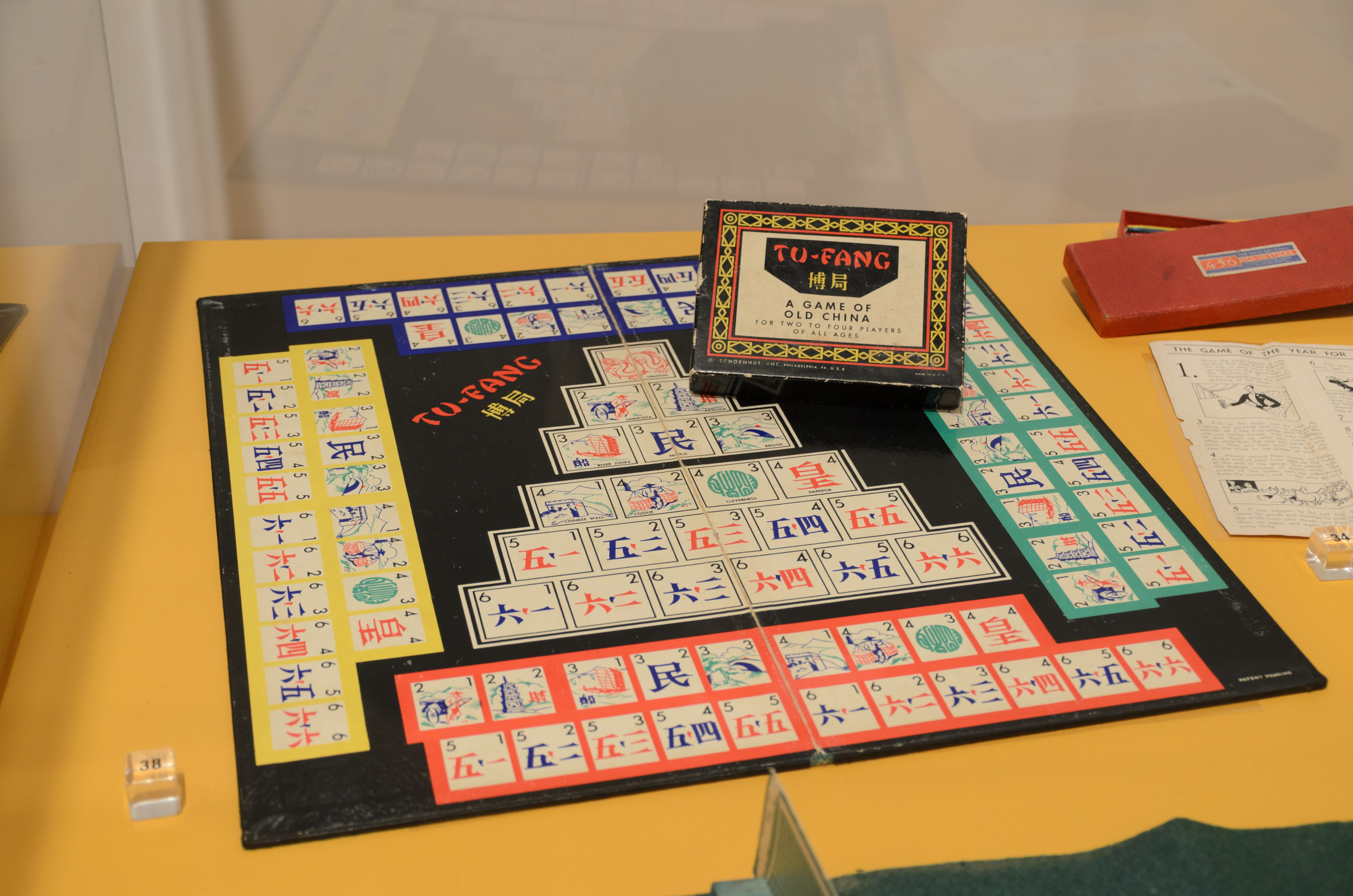
Tu-Fang: A Game of Old China (1937)